# Zingiber eberhardtii
Zingiber eberhardtii är en enhjärtbladig växtart som beskrevs av François Gagnepain. Zingiber eberhardtii ingår i släktet Zingiber och familjen Zingiberaceae. Inga underarter finns listade i Catalogue of Life.